# 黄培芳
黄培芳（?—?），字子實，又字香石，自號粤岳山人。廣東省香山縣( 今天的廣東省中山市)人。

## 生平
嘉慶九年（1804年）副贡生，为冯敏昌所重。道光二年（1822年）充补武英殿校录官，道光十年（1830年），授乳源、陵水教谕，升肇庆府训导，封内阁中书。善书画，与张维屏、谭敬昭合称粤东三子。著有《香山志》1卷、《重修肇庆府志》22卷、《重修新会县志》14卷、《易宗》9卷等。